# Brève d'Irène
Espèce
Synonymes
- Pitta irena Temminck, 1836
(protonyme)

La Brève d'Irène (Hydrornis irena) est une espèce d'oiseaux de la famille des Pittidae.

## Nomenclature
Son nom est attribué à Eiréné, déesse de la paix.

## Répartition
Cet oiseau vit à travers la péninsule Malaise et Sumatra.